# Troufalky
Troufalky (v anglickém originálu The Bold Type) je americký televizní seriál, který vytvořila Sarah Watson. Je inspirován životem bývalé šéfredaktorky magazínu Cosmopolitan Joanny Coles. Seriál objednala stanice Freeform v lednu roku 2017. Premiérový díl se vysílal 11. července 2017. Dne 4. října 2017 stanice objednala další dvě řady, kdy každá bude mít deset dílů. 2. řada měla premiéru dne 12. června 2018.
Třetí řada měla premiéru dne 9. dubna 2019. Čtvrtá řada byla objednána 14. května 2019 a měla premiéru dne 23. ledna 2020. Čtvrtá řada měla mít původně 18 dílů, ale nakonec byla zkrácena na 16 dílů kvůli zákazu natáčení během pandemie covidu-19. V lednu 2021 byla objednána pátá a zároveň poslední řada seriálu. Poslední díl seriálu se vysílal 30. června 2021.

## Příběh
Seriál sleduje život tří kamarádek – Jane, Kate a Sutton, které pracují pro ženský magazín Scarlet. Seriál pojednává o jejich pracovních i soukromých životech. Všechny ženy hledají své vlastní hlasy a prozkoumávají svou jejich sexualitu, identitu, lásku a módu.

## Obsazení

### Hlavní role
| Katie Stevens        | Jane Sloan, redaktorka ve Scarlet                                                                |
| Aisha Dee            | Kat Edison, vedoucí oddělení sociálních médií ve Scarlet                                         |
| Meghann Fahy         | Sutton Brady, asistentka ve Scarlet                                                              |
| Sam Page             | Richard Hunter, právník                                                                          |
| Matt Ward            | Alex Crawford, redaktor ve Scarlet                                                               |
| Melora Hardin        | Jacqueline Carlyle, šéfredaktorka Scarlet                                                        |
| Nikohl Boosheri      | Adena El-Amin (hlavní role – 2. řada, vedlejší role – 1., 3. a 4. řada)                          |
| Stephen Conrad Moore | Oliver Grayson, vedoucí módní sekce ve Scarlet (hlavní role od 2. řady, vedlejší role v 1. řadě) |

### Vedlejší role
| Adam Capriolo       | Andrew, asistent Jacqueline                                     |
| Dan Jeannotte       | Ryan Decker, redaktor na volné noze                             |
| Stephanie Costa     | Sage Aiello, redaktorka ve Scarlet                              |
| Gildart Jackson     | Ian Carlyle, manžel Jacqueline                                  |
| Kiara Groulx        | Carly                                                           |
| Aidan Devine        | RJ Safford                                                      |
| Shyrley Rodriguez   | Angie Flores                                                    |
| Rya Kihlstedt       | Babs Brady, Suttonina matka                                     |
| Fiona Highet        | Susan Edison, Katina matka                                      |
| Curtiss Cook        | Marcus Edison, Katin otec                                       |
| Emily C. Chang      | Lauren Park, editorka ve Scarlet (1. řada)                      |
| Luca James Lee      | Ben Chau, lékař a přítel Jane (2. řada)                         |
| Siobhan Murphy      | Cleo, nová členka rady (2. řada)                                |
| Katharine King So   | Mitzi (2. řada)                                                 |
| Peter Vack          | Patrick Duchand, nový vedoucí webové sekce ve Scarlet (3. řada) |
| Alexis Floyd        | Tia Clayton, vedoucí Katiny kampaně a její přítelkyně (3. řada) |
| Aaron Serotsky      | Julian Grant (3. řada)                                          |
| Tom Austen          | Cody, barman a Katin přítel (4. řada)                           |
| Raven-Symoné        | Alice Knight, influencerka (4. řada)                            |
| Alex Paxton-Beesley | Eva Rhodes, právnička (4. řada)                                 |
| Mat Vairo           | Scott Coleman (4. řada)                                         |
| Yasha Jackson       | doktorka Alicia Golden (4. řada)                                |
| Kelly AuCoin        | pan Sloan, otec Jane (4. řada)                                  |
| Caroline Lagerfelt  | Claire Hunter, Richardova matka (4. řada)                       |

## Seznam dílů
| Řada | Díly | Premiéra v USA    | Premiéra v USA    |
| Řada | Díly | První díl         | Poslední díl      |
| ---- | ---- | ----------------- | ----------------- |
| 1    | 10   | 11. července 2017 | 5. září 2017      |
| 2    | 10   | 12. června 2018   | 7. srpna 2018     |
| 3    | 10   | 9. dubna 2019     | 11. června 2019   |
| 4    | 16   | 23. ledna 2020    | 16. července 2020 |
| 5    | 6    | 26. května 2021   | 30. června 2021   |

## Produkce
Dne 7. dubna 2016 stanice Freeform potvrdila, objednání pilotního dílu seriálu Issues, inspirovaném životem bývalé šéfredaktorky magazínu Cosmopolitan Joanny Coles. Seriál byl objednaný v lednu roku 2017 a byl přejmenovaný na The Bold Type.
Dne 6. května 2017 stanice oznámila, že premiérový díl se bude vysílat dne 22. července 2017 ve 21:00. Speciálně byl pilot vysílán o tři týdny dříve, dne 20. června 2017. 
Stanice objednala druhou i třetí řadu dne 4. října 2017. V tu samou dobu bylo oznámeno, že Amanda Lasher se stala novou tvůrkyní, poté, co se Sarah Watson rozhodla od projektu odejít. Druhá řada měla premiéru dne 12. června 2018. Třetí řada bude mít premiéru dne 9. dubna 2019.
Čtvrtá řada byla objednána v květnu 2019. Bylo také oznámeno, že novou tvůrkyní bude od čtvrté řady Wendy Straker Hauser.
Seriál se natáčel v Montrealu v Kanadě. 

### Casting
Sam Page, který v seriálu hraje Richarda Huntera byl do seriálu obsazený jako první a to dne 16. srpna 2016, následovalo obsazení Melory Hardin dne 18. srpna 2016. Hardinová byla obsazena do role Jacqueline, šéfredaktorky magazínu Scarlet. Katie Stevens, Aisha Dee a Meghann Fahy byly obsazené do rolí Jane, Kat a Sutton dne 22. srpna 2016.
Dne 30. března 2017 bylo oznámeno, že představitelka Adeny El-Amin Nikohl Boosheri se v seriálu objeví ve vedlejší roli. Emily C. Chang byla obsazena do role editorky magazínu Scarlet Lauren Park.
V září 2018 bylo potvrzeno, že ve třetí řadě se ve vedlejších rolích objeví Peter Vack a Alexis Floyd.

## Ocenění a nominace
| Rok  | Ocenění            | Kategorie                             | Nominovaní    | Výsledek |
| ---- | ------------------ | ------------------------------------- | ------------- | -------- |
| 2017 | Teen Choice Awards | nejlepší letní televizní seriál       | Troufalky     | nominace |
| 2017 | Teen Choice Awards | nejlepší letní televizní hvězda: žena | Aisha Dee     | nominace |
| 2018 | GLAAD Media Awards | nejlepší komediální seriál            | Troufalky     | nominace |
| 2018 | Teen Choice Awards | nejlepší letní televizní seriál       | Troufalky     | nominace |
| 2018 | Teen Choice Awards | nejlepší letní televizní hvězda       | Aisha Dee     | nominace |
| 2018 | Teen Choice Awards | nejlepší letní televizní hvězda       | Meghann Fahy  | nominace |
| 2018 | Teen Choice Awards | nejlepší letní televizní hvězda       | Katie Stevens | nominace |
| 2018 | Imagen Awards      | nejlepší televizní herečka            | Katie Stevens | nominace |
| 2019 | Satellite Awards   | nejlepší dramatický seriál            | Troufalky     | nominace |
| 2019 | Teen Choice Awards | nejlepší letní televizní seriál       | Troufalky     | nominace |